# No Tempo dos Afonsinhos
No Tempo dos Afonsinhos foi uma série de televisão infantil portuguesa, criada por João Paulo Cardoso e Jorge Constante Pereira, produzida pela Rádio e Televisão de Portugal em 1990 e exibida originalmente na RTP1 (na época designada por Canal 1) em 1993. Foi produzida no Porto, onde se situam os estúdios da RTP2.